# ダンワールド
ダンワールド（丹ワールド、ハングル：단월드）は、健康や癒しビジネスを扱う韓国の企業、気修練団体、丹田呼吸普及団体、内丹術の組織である。1985年に韓国人の李承憲が前身である丹学仙院を設立した。その活動には、グローバリズム的側面とナショナリズム的側面があり、韓国国内では朝鮮の神話の人物・檀君を崇拝する檀君思想を取り入れ、朝鮮の伝統的な気修練法「丹学」（ダンハク）は檀君がもたらしたと主張し、韓国ナショナリズムを鼓舞する運動、韓民族のアイデンティティを立て直す運動を展開した。韓国国外では、アメリカや日本など世界各地に約200ヶ所の支部を設立し、丹学をアレンジしたという脳を活性化させると称するプログラム・イルチブレインヨガ（ダンハク、ダン、ダンヨガ、脳教育、Body & Brainとも）の教室を展開し、インストラクターの育成等のビジネスをグローバルに展開している。
制度化された「宗教」を否定し、霊性(スピリチュアリティ)を強調する。ダンワールドは、李承憲は有名なスピリチュアル指導者で、人類に悟りの革命（enlightenment revolution）をもたらすとしている。
ダンワールドを「新宗教」とする見解も存在する。外向きでは企業を装って自らは「決して宗教でない」と主張しながらも、結局その中身に顕著な新宗教的な要素が見られることから、この団体を事実上のニューエイジ系新宗教と分類する見方もある。特にローリングストーン誌は「統一教会と類似な、精神破壊的カルト宗教である」と指摘する報道を出した。
日本の文化庁の「平成25年度宗教法人等の運営に係る調査」では、近年活発に活動している檀君を信奉する教団として、孫正恩（ソン･ジョンウン）が創設した仙仏教（1994年）と共に挙げられている。

## 概要
韓国には丹田呼吸を中心とする伝統的な気修練法を広める団体が多くあり、ダンワールドはその中で最大規模である。
創立者の李承憲は、1950年に韓国の天安市に生まれ、病院で臨床病理士として勤務した。1980年30代の時に韓国の母岳山で21日間断食と瞑想を行い、長く失われていた丹学の修練を再発見したと述べている。修練やスピリチュアル体験をもとに、脳教育プログラム・丹学を開発したという。李承憲は1本の指または一つの道を意味する「イルチ」と名乗るようになり、1985年に株式会社ダンワールドの前身である丹学仙院を設立した。
韓国では、1980年代以降の経済発展の中で個人主義的消費文化が生まれ、欧米や日本でニューエイジ・新霊性運動と呼ばれる運動が流行した。立命館大学教授の佐々充昭によると、丹学仙院や国仙道などの丹田呼吸普及団体もこの運動の一部である。丹学仙院は、檀君神話に登場する朝鮮民族の祖とされる檀君を朝鮮民族の祖として崇拝する檀君民族主義を宣揚するなど、 1980年代から「率呂運動」という檀君宣揚運動を行い、韓国ナショナリズムを鼓舞する運動を展開している。民主化運動の英雄である金芝河も一時期関わりがあった。近年では、檀君宣揚運動を推進するために、平和大学院大学や国学院という研究機関を設立している。韓国の宗教学者Donald Bakerは、内丹術の組織であるダンワールドは、統一教会などの韓国の新宗教に見られるような、韓国を世界のスピリチュアルな中心と考え現代のスピリチュアルリーダーは韓国人から生まれるというの韓国中心の世界観を共有していると指摘し、ダンワールドは李承憲は人類を悟りの革命（enlightenment revolution）に導くと主張していると述べている。
一方韓国国外では、1991年にアメリカに、1997年に日本に進出し、世界各地に約200ヶ所の支部を設立、ダンヨガ（現イルチブレインヨガ、脳教育、Body & Brain）の教室の展開、インストラクターの育成等の活動を行った。国際的な展開の中で、「丹田呼吸」は「脳呼吸（Brain Respiration）」、「気」は「生命エネルギー（Life Energy）」や「ボルテックス・エナジー（Vortex Energy）」というように、東アジアの伝統的な「気」概念が欧米のニューエイジ用語によって言い換えられ、変容され再構成されている。
会社の収益の情報は不十分であるが、韓国の週刊誌によると、ダンワールドの2003年の世界売り上げは1700ウォン（2009年時点での1億3300万ドル）で、韓国の自動車メーカーの利益率を大きく上回り、フォーブスは2009年のアメリカでの利益は3400万ドルと見積もっている。
思想についてはイルチブレインヨガ#概念を、関連組織についてはイルチブレインヨガ#組織を参考のこと。

## 社会問題
元従業員や生徒との間に、組織・従業員による精神的・身体的・金銭的虐待、性関係の強要を訴える裁判や、トレーニング中の死亡事故に関する裁判があり、マインドコントロール技術の使用や、カルト、霊感商法の疑いが報道されたことがあった。
ダンワールドで高い地位の指導者だった韓国人女性は、内部での評価基準は、「第一が送金、二番目は、センターを出すためにお金を借りてくれる、ウォンサ（ダンハクの指導者の持つ職位で、自分の仕事を持ちながらダンワールドの仕事を手伝う人のこと）をたくさん輩出すること、三番目は、内部の指導者をたくさん輩出すること」で、送金の多い順でセンター（地院）長の業績が評価されており、センター開設数の目標も厳しいものだったと述べている。また、創始者の李承憲によるセクハラがあったと語っている。
日本でも霊感商法の疑いがあり、2012年7月16日の『毎日新聞』に、霊感商法の被害に遭ったとして、日本でダンヨガを運営するダンワールドジャパンと幹部に対する損害賠償訴訟が近く起こされるとの記事が掲載された。弁護士の紀藤正樹は自らのブログで、ダンワールドは「韓国の国粋主義的発想を持った宗教団体」であると批判した。

## 日本法人
日本では、株式会社ダンワールドジャパンが「イルチブレインヨガスタジオ」の運営などを行なっている。愛知県名古屋市北区に本社を置く。提供する心身修練法は元々ダンヨガと呼んでいたが、霊感商法の疑いが報道された後にイルチブレインヨガに改名した。2012年現在、直営スタジオを46店舗、フランチャイズ加盟92店舗を全国展開している。
特定非営利活動法人IBREA JAPAN（NPO法人日本脳教育協会）、一般社団法人ECO (Earth Citizen Organization)こと地球市民学校、フリースクールの日本ベンジャミン人間性英才学校などの関連組織がある。ブレイントレーナーという民間資格に関する教育を行う。

### 沿革
- 1996年（平成8年） - 大阪府大阪市生野区鶴橋にて、日本初のスタジオ開設（創業）
- 2002年（平成14年） - 「丹学仙院」から「株式会社DAHN WORLD（ダンワールド）へ変更。
- 2006年（平成18年） - フランチャイズ事業に参入。大阪市天王寺にフランチャイズ1号店出店
- 2009年（平成21年） - 社名を「株式会社DAHN WORLD JAPAN（ダンワールドジャパン）」に変更

### 系列会社
- HSP WORLD（小売、卸売フランチャイズ事業展開 オーラ機器販売、店舗運営ILCHI HSP SHOP）

## 自社資料
1. 1 2  ジャンセンウォーキング　長寿歩行
2. 1 2  一指 李承憲について セドナメッセージ
3. ↑  Ilchi Lee -brain education for Earth Citizen

## その他
1. 1 2  中野毅 「第28回ISSR/SISR(国際宗教社会学会)ザグレブ大会報告」宗教と社会 (12), 81-96, 2006-06-03 「宗教と社会」学会
2. 1 2 3  Buswell, Robert, ed. Introduction chapter by Donald Baker The Religions of Korea in Practice, Princeton University Press, 2007. Accessed February 5, 2008.
3. ↑  檀君は、天帝の子である桓雄が人間になった熊（熊女）との間に儲けた子とされ、紀元前2333年に即位し朝鮮という国を建国したと伝えられている。
4. 1 2 3  佐々充昭 植民地期朝鮮における檀君系教団の分裂・提携・統合運動に関する研究 科学研究費補助金研究成果報告書 平成21年6月29日
5. 1 2 3 4 5  弓山達也 アジアのスピリチュアリティ 佐々報告「現代韓国における気修練団体とスピリチュアリティ―グローバル化の中で再編されるアジア的「気」言説―」（The Ki Training Groups and Spirituality in Contemporary South Korea） 弓山達也仮想研究所 2006年2月27日
6. ↑  태권도는 중국 무술? 네티즌 제작 동영상 화제 뉴시스 2010年1月12日 インターネットアーカイブ
7. ↑  （朝鮮語）『ダンワールド職員による説明動画。自分たちの団体が「決して宗教ではない」「宗教信じている人も普通に通っている所だ」とする主張が主な内容。ダンワールド・HYBE癒着説についても言及している。』。2024年5月4日閲覧。
8. ↑  （朝鮮語）『ダンワールドの職員たちが会合している時の映像。「脳波振動修練」と称して、トランス状態で踊り狂うように儀式を行う、極めて新宗教の色が濃厚な場面。』。2024年5月4日閲覧。
9. ↑  （朝鮮語）『ダンワールドに嵌った人を、その家族が救い出した事例を紹介する動画。（ただしこの動画は長老派教会よりのバイアスがあり、同教派の布教目的もあることに留意）』韓国基督教異端相談研究所。2024年5月4日閲覧。
10. ↑  Erdely, Sabrina Rubin (2010年3月28日). “The Yoga Cult” (英語). Rolling Stone. 2024年5月5日閲覧。
11. 1 2  在留外国人の宗教事情に関する資料集―東アジア・南アメリカ編―（文化庁「平成２５年度宗教法人等の運営に係る調査」委託業務） 文化庁文化部宗務課 平成26年3月
12. 1 2 3  Kai Falkenberg Dahn Yoga: Body, Brain and Wallet フォーブス 2009年7月16日
13. ↑  立命館文学部教授 東アジア研究学域 佐々充昭 立命館文学
14. ↑  Kyra Phillips and David Fitzpatrick Lawsuit calls yoga chain a cult CNN 2010年1月7日
15. 1 2  1999 story (Japanese Version) A MASQUE OF MERCY 2008년 8월 22일 금요일
16. ↑  ＜ヨガスタジオ＞霊感商法と女性２人が損害賠償求め提訴へ 毎日新聞 2012年7月16日 インターネットアーカイブ
17. ↑  ついに韓国発の宗教団体「ダンワールド=DahnWorld」＝「イルチブレインヨガ」が霊感商法として訴えられる！